# 勝利を我等に (バーニー・サンダースのアルバム)
『勝利を我等に』（しょうりをわれらに、We Shall Overcome）は、アメリカ合衆国の政治家バーニー・サンダースが1987年に録音し、発表したアルバム。このアルバムはフォーク音楽と、サンダースによるスポークン・ワードを併せて収録したものである。リリース当時、サンダースはバーリントンの市長であった。このアルバムは、2014年にリマスターされて再リリースされ、2016年アメリカ合衆国大統領選挙の民主党候補指名競争にサンダースが出馬した際 (Bernie Sanders presidential campaign, 2016)、広く注目されることとなった。

## 背景
1987年、バーリントンを拠点とする音楽プロデューサーだったトッド・ロックウッド (Todd Lockwood) は、「Leunig's Bistro」でコーヒーを飲んでいた時に、市長だったバーニー・サンダースにアプローチして、自分のスタジオ「White Crow Audio」で音楽企画の録音に加わってもらうことを思いついた。ロックウッドはサンダース市長に手紙を書き、市長室での会見が実現した。当初、ロックウッドは、バーニー・サンダースの音によるポートレイトとしてアルバムを構想していたが、サンダースはより大きな話を語る機会と考えていた。
サンダースは、録音したい楽曲を、10曲のリストにして提示したが、そのうち5曲は実際にアルバムに収録された。
この企画の話が、ひとたびバーモント州の音楽関係者の間に広まると、多くの地元のミュージシャンたちが参加を希望した。スタジオでのセッションは、あたかも、マイケル・ジャクソンやライオネル・リッチーが主導した「ウィ・アー・ザ・ワールド」の録音風景のようなものとなった。

## トラックリスト
（このアルバムは日本盤が出ていないので、以下の日本語の曲名は一般的に普及しているものを示したものである。）
| #  | タイトル                                                | 作詞 | 作曲・編曲 | 時間 |
| -- | ------------------------------------------------------- | ---- | ---------- | ---- |
| 1. | 「Oh Freedom（オー・フリーダム）」                      |      |            | 4:24 |
| 2. | 「The Banks of Marble（バンクス・オブ・マーブル）」     |      |            | 5:51 |
| 3. | 「Where Have All the Flowers Gone（花はどこへ行った）」 |      |            | 5:48 |
| 4. | 「This Land Is Your Land（わが祖国）」                  |      |            | 3:06 |
| 5. | 「We Shall Overcome（勝利を我等に）」                   |      |            | 7:22 |

| #  | タイトル                                                               | 作詞 | 作曲・編曲 |
| -- | ---------------------------------------------------------------------- | ---- | ---------- |
| 6. | 「A Conversation with Bernie Sanders（バーニー・サンダースとの会話）」 |      |            |

## パーソネル
以下のクレジットは、『We Shall Overcome』のライナーノーツによる。

### バンド
- Andy Shapiro – piano
- Tom Berd – organ
- Don Sidney – electric guitar
- Mark Ransom – electric bass
- Jeff Salisbury – drums

### ゲスト・ミュージシャン
- Howard Mitchell – background vocals, chorus
- Ginny Peck – background vocals, chorus
- Emily Wadhams – background vocals, chorus
- David Weaver – background vocals, chorus
- Steve Rainville – background vocals
- Chris Bailey – chorus
- Nancy Beaven – chorus
- Marcia Brewster – chorus
- Dexter Brown – chorus
- Kathy Carbone – chorus
- Danny Coane – chorus
- Joanne "Little Joyce" Cooper – chorus
- David Daignault – chorus
- Frank Egan – chorus
- Dana Lavigne – chorus
- Tom Lyon – chorus
- Joe Moore – chorus
- Rick Norcross – chorus
- Michael Oakland – chorus
- Debbie Patton – chorus
- Pamela Polston – chorus
- KK Wilder – chorus

### 語り
- バーニー・サンダース

### 編曲
- Don Sidney – musical
- Douglas Jaffe – harmony vocals

### 技術
- Chuck Eller – engineering
- Todd Lockwood – engineering, production
- Douglas Jaffe – production
- Adam Ayan – digital mastering
- Gateway Mastering – digital mastering

### アートワーク
- Glenn Russell – photograph

## リリース
| 地域           | 日付           | フォーマット   | レーベル               | 典拠        |
| -------------- | -------------- | -------------- | ---------------------- | ----------- |
| アメリカ合衆国 | 1987年12月12日 | カセットテープ | BurlingTown            | [ 5 ] [ 6 ] |
| アメリカ合衆国 | 2014年12月1日  | CD             | Todd R. Lockwood Works | [ 7 ]       |
| 全世界         | 2014年12月1日  | 音楽配信       | Todd R. Lockwood Works | [ 7 ]       |